# 对美国外交政策的批评

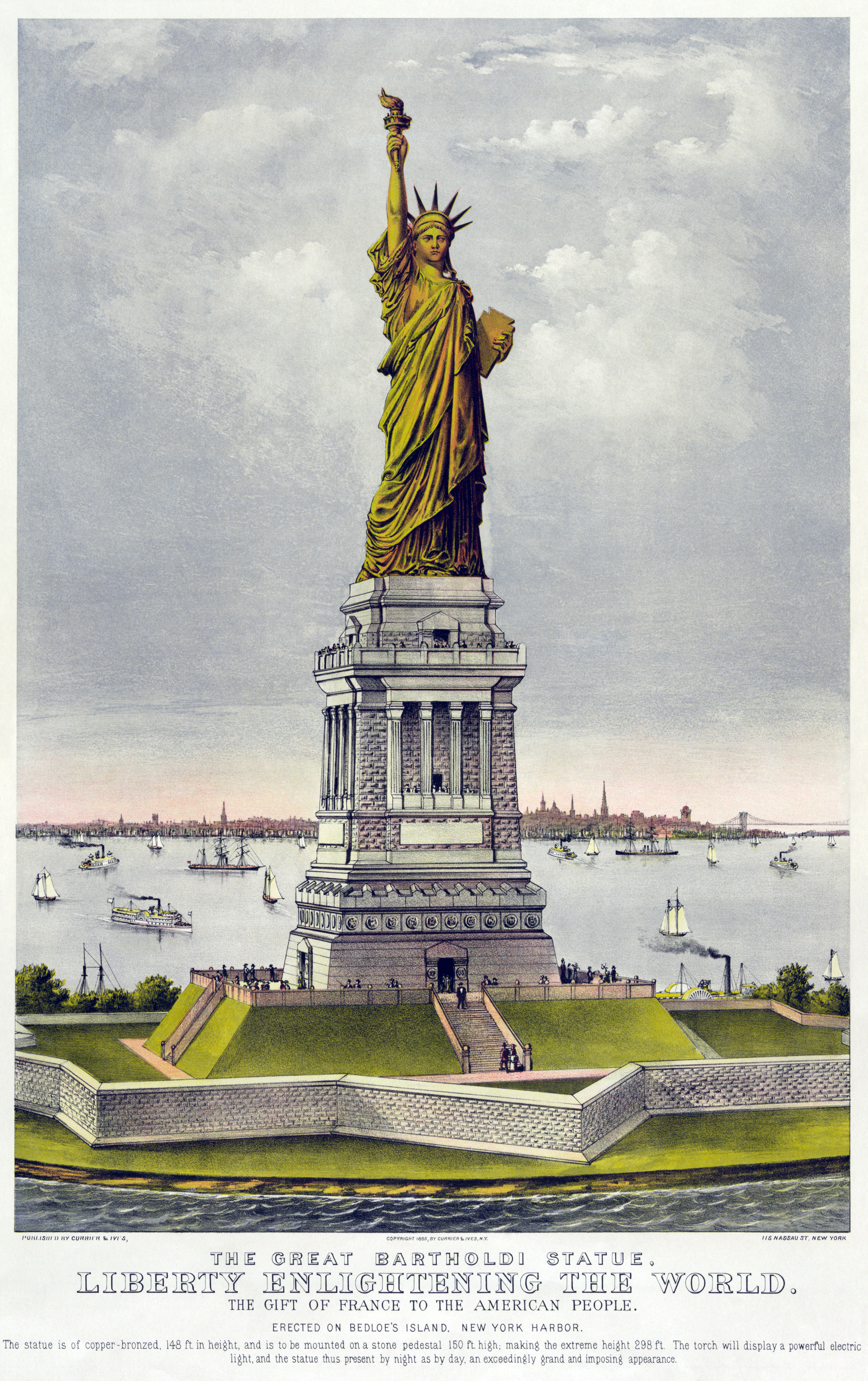
纽约自由女神像插画

对美国外交政策的批评包括对美国外交政策及其行动的失败和缺陷的广泛意见和看法。美国有一种普遍的看法，认为该国与其它国家存在本质的不同，因此不能用其它国家的标准来评判美国；这种信念有时被称为美国例外论。美国例外主义具有广泛的影响，并在美国外交政策中表现为无视国际规范、规则和法律。例如，美国拒绝批准许多重要的国际条约，如《国际刑事法院罗马规约》《维也纳条约法公约》和《美洲人权公约》；没有加入《反步兵地雷禁止公约》；并经常在全球范围内实施无人机袭击和巡航导弹袭击。美国例外论有时与虚伪联系在一起；例如，美国保有大量核武器，但同时敦促其它国家不要获取核武器，并且辩护称它可以对不扩散政策破例。

## 美国例外主义与孤立主义
对美国例外论的批评，与诸如文明使命和白人的负担等历史学说相提并论，这些学说被列强用来为它们的殖民征服辩护。
比尔·考夫曼在1995年著有一书，名为《美国优先！其历史、文化与政治》（America First! Its History, Culture, and Politics）。本杰明·施瓦茨在《世界政策杂志》上对该书进行了评论，将美国的孤立主义描述为“悲剧”，而且是基于其清教徒思想的。

## 历史外交政策

### 18和19世纪
美国建国伊始，这个年轻政府的众多领导人希望采取一种不干涉主义的外交政策，宣传“与所有国家进行贸易，不与任何国家结盟”。然而，这个目标很快变得越来越难以实现，来自各列强，尤其是英国的潜在威胁和非军事压力越来越大。美国政府从成立之初就卷入了多项外交事务，因其众多行动而受到的批评贯穿其整个历史，尽管其中也有许多做法受到了赞扬。

#### 革命法国
美国革命之后，立即开始由乔治·华盛顿内阁领导，在众多不同观点之间权衡其外交政策。最值得注意的是，出现了托马斯·杰斐逊和亚历山大·汉密尔顿之间的较量，这是由于他们在1793年对英国的战争中，美国应如何与革命法国结盟的问题上意见相左。杰斐逊和民主共和党认为，法国大革命与之前的美国革命相类似，他们认为美国应该作为法国的盟友向大不列颠王国宣战，因为1778年的法美同盟理论上来说仍然存在。但是，汉密尔顿和联邦党希望与英格兰银行达成有利的协议，以期与英国政府建立足够的信贷，从而建立美国的国家银行体系。经过汉密尔顿阵营的努力，华盛顿在冲突期间保持了中立，因而破坏了与法国的关系。
在约翰·亚当斯的总统任期内，1798至1799年不宣而战，发动了对法国的海战，通常称之为准战争，部分原因是两国关系恶化。此外，美国也受到英国银行业控制力和规则的影响，加剧了民主共和党和联邦党之间的紧张关系。

#### 与印第安人的关系
虽然美国与许多印第安人部落的关系在历史上经常发生变化，但美国一直因其在历史如何对待印第安人而受到普遍批评。例如，切罗基人在眼泪之路上的遭遇——数以百计的印第安人在从美国东南部的家园被迫撤离中丧生，伴随他们的是大屠杀、流离失所、欺骗和违背契约。
其间也有一段较长时期，美国能够尊重部落主权；但在南北战争之后，美国对印第安人领土的政策再次发生了重大转变。此前，尊重国家权利的政府相信印第安人部落主权的合法性。内战结束后则相反，随着联邦政府被赋予了更大的权力，美国政府不再那么尊重印第安人部落主权。随着时间的推移，美国政府找到了越来越多的理由，剥夺印第安人的土地，大大缩小了主权部落的领土面积。

#### 美墨战争
美国因为1840年代与墨西哥的战争而受到了批评，有人认为这是窃取土地。

### 20世纪

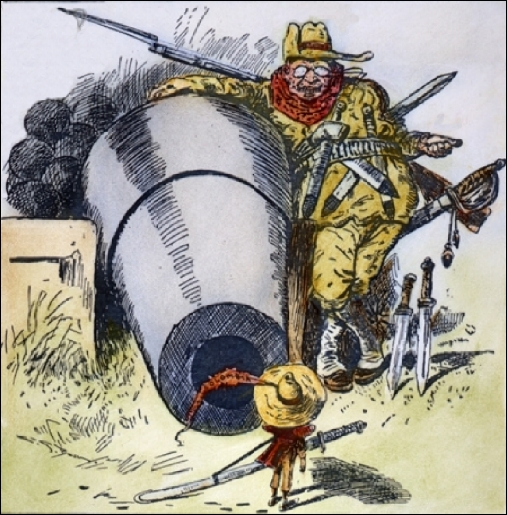
1903年漫画：“走开，小子，别打扰我。”罗斯福总统恐吓哥伦比亚，以收购巴拿马运河区。

大概在19世纪及20世纪初，美国奉行孤立主义政策，通常会避免与欧洲列强纠缠。

#### 中东
中东位于三大洲交界处，各种文化在此碰撞，很难找到一个简单的办法能避免冲突；但仍有许多分析人士认为，美国的政策本可以得到大幅改善。美国胡说八道，没有远见，总统不断改变政策。世界不同地区的舆论认为，九一一袭击在某种程度上，是美国对该地区糟糕政策的产物。

#### 朝鲜半岛
德怀特·艾森豪威尔将其1952年的总统竞选活动聚焦于外交政策，批评哈里·S·杜鲁门总统对朝鲜战争处理不当。

#### 越南

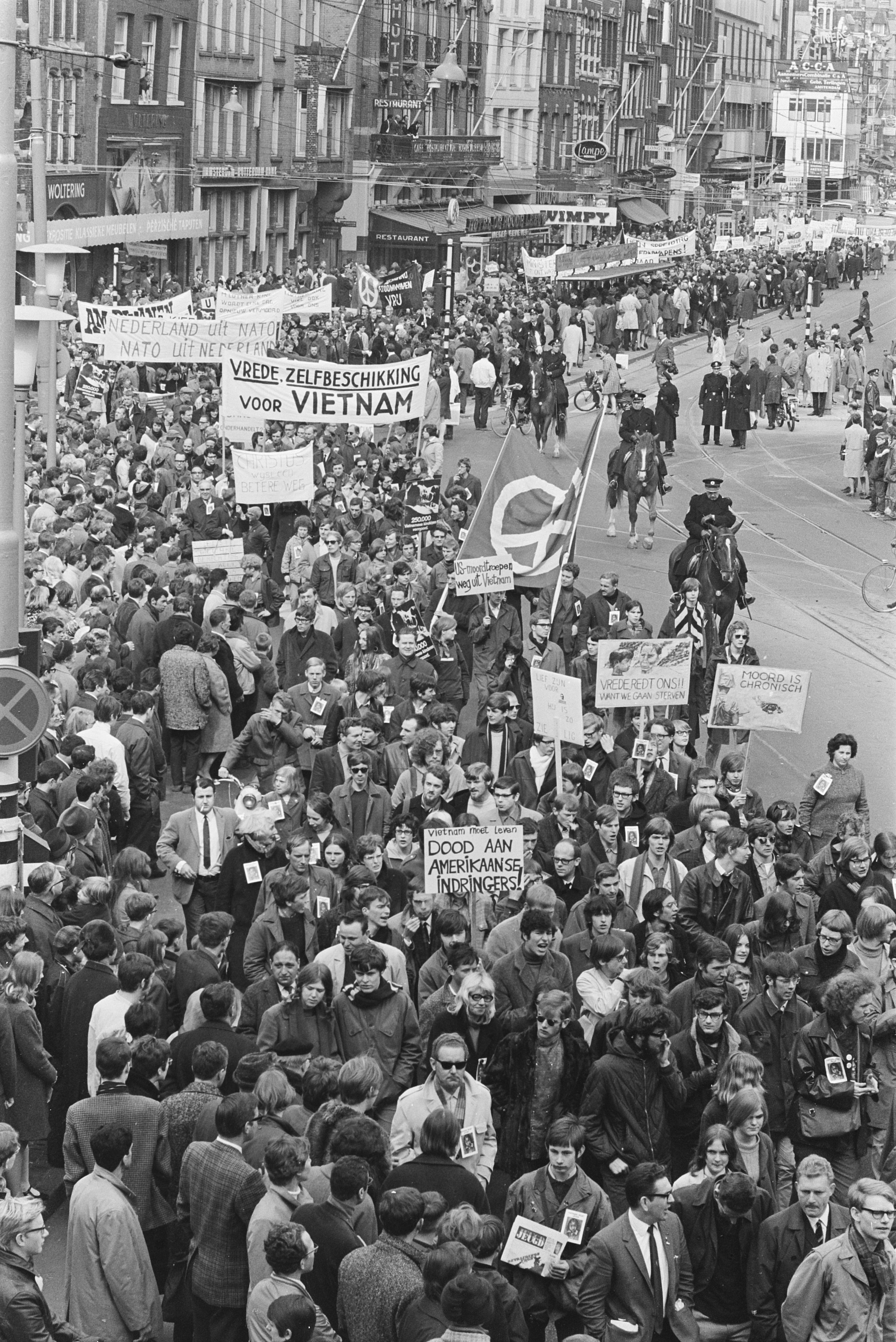
抗议越战，阿姆斯特丹，1968年4月

越南战争被美国国内外的许多人称为十年错误。

#### 科索沃
美国支持在1999年对被称为南斯拉夫联盟共和国（亦称塞尔维亚和黑山）的残存国家采取行动，并在2008年支持科索沃脱离塞尔维亚。从那时起，美国就持续支持其独立。批评者称这项政策违反了国际条约，但美国进行了反驳。这些批评者说，这项科索沃政策助长了西班牙、比利时、格鲁吉亚、乌克兰、中国和其它国家分离主义的抬头。他们还称，这为其它的合法继承提供了先例，这些继承本来是非法的，因为它们违反了联合国安理会决议和保障领土完整的条约。
然而，美国否认这些分离主义运动与科索沃之间有任何相似之处，因为科索沃遭受了多次内战，并且涉及种族清洗和种族灭绝运动，需要国际干预，而其它分离主义运动大都没有类似情况。此外，有些人不接受南斯拉夫联盟共和国是南斯拉夫社会主义联邦共和国（SFRY）解体后唯一合法的继承国。SFRY是根据条约保证领土完整的实际缔约方，而不仅仅是塞尔维亚和黑山。

## 问题

### 对外交政策缺乏控制
19世纪初，安德鲁·杰克逊将军多次越权，未经政府官方许可，袭击印第安人部落，入侵西班牙领土佛罗里达。而杰克逊并没有因为越权而受到谴责或惩罚。一些报道指责被称为黄色新闻的新闻报道煽动了强烈的战争情绪，以帮助挑起美西战争。这并不是美国唯一一次不宣而战，这项传统始自乔治·华盛顿总统；美国已经在不宣而战的情况下，进行了数百次“不完美战争”。
一些批评者认为，美国的外交政策受到游说团体的操纵，例如亲以色列游说团体或阿拉伯游说团体，但对于此类游说团体的影响也存在分歧。尽管如此，兹比格涅夫·布热津斯基还是主张制定更严格的反游说法。

### 金融利益与外交政策

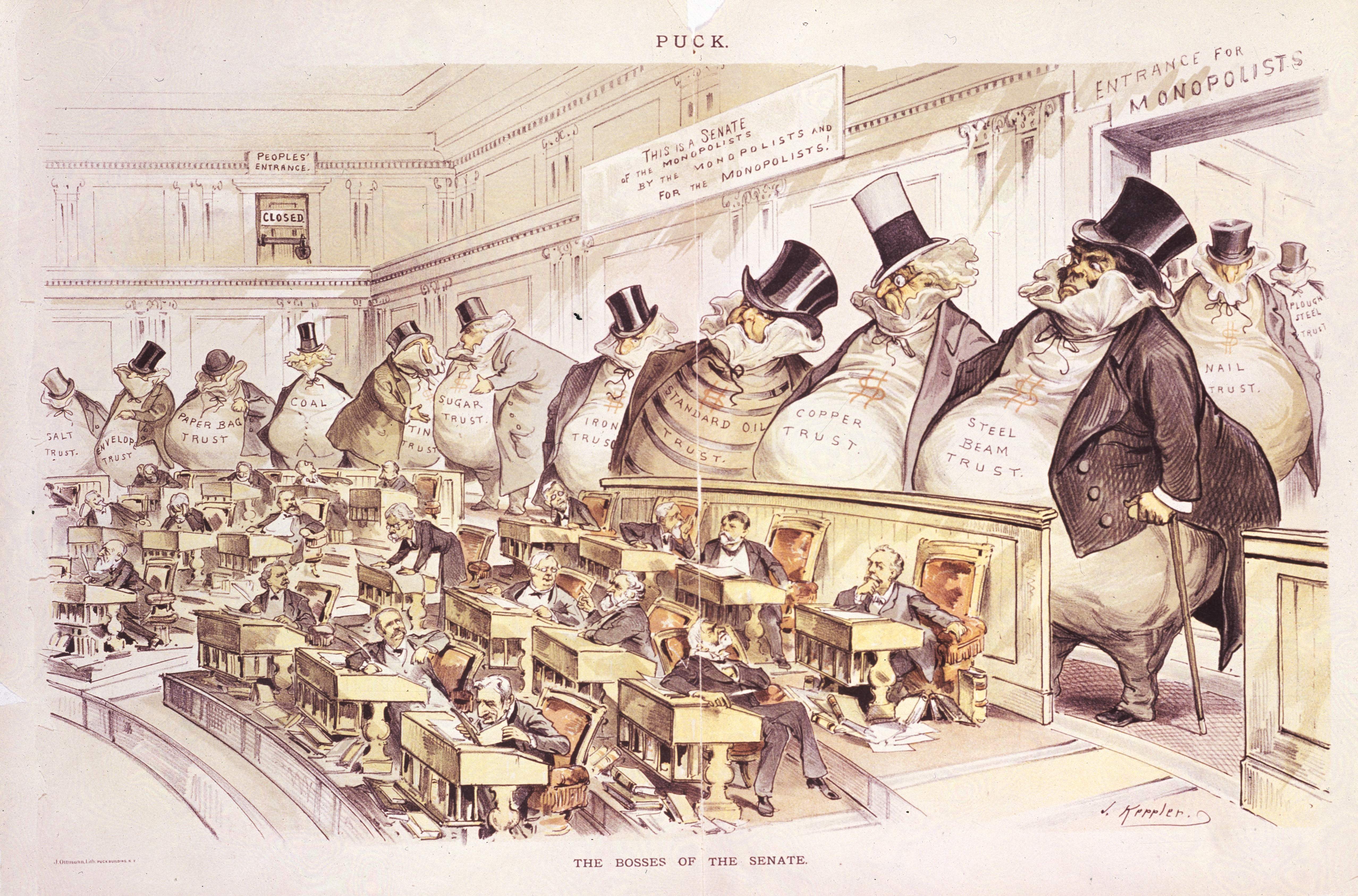
约瑟夫·开普勒于1889年创作的一幅著名漫画，描绘了公司利益在国会中的作用

包括安德魯·巴塞維奇在内的一些历史学家认为，美国的外交政策是由“富有的个人和机构”控制的。1893年，本杰明·哈里森总统决定支持推翻夏威夷王国的阴谋，显然是出于商业利益动机；这是为了阻止增加糖关税的提议。结果是，夏威夷成为了美国一州。有人指控，1898年的美西战争主要是出于在古巴的商业利益动机。
20世纪上半叶，美国卷入了拉丁美洲的一系列局部冲突，以香蕉战争之名载入史册。这些战争的主要目的是，维护美国在该地区的商业利益。后来，美国海军陆战队少将斯梅德利·巴特勒写过一段著名的话：“我在现役服役了33年四个月，在此期间，我大部分时间都是大企业、华尔街和银行家的高级肌肉男。简而言之，我是敲诈勒索的，是资本主义的爪牙。”
一些批评者断言，美国决定在1903年支持哥伦比亚的分离主义分子，主要也是出于以巴拿马运河为核心的商业利益考虑，尽管它宣称旨在“传播民主”和“结束压迫”。可以说，美国的外交政策确实反映了人民的意愿，但是人民可能持有消费主义心态，他们在头脑中这样为战争辩护。
有人指责，决定在伊拉克开战，至少部分是出于石油利益的考虑；例如，英国的《独立报》报道称，“布什政府正深度参与起草伊拉克的石油法”，该法将“允许西方石油公司签订从伊拉克抽油的长达30年的合同，而且收益将是免税的。”无论是否出于这种动机，美国在中东的外交政策似乎在世界大部分地区看来，都是出于石油动机。

### 帝国主义指控
美国历史学家和政治学家越来越一致地认为，在美国世纪，美国已成长为一个帝国，在许多方面都与古罗马相类似。目前，关于美国外交政策的帝国主义倾向对民主和社会秩序的影响，尚存争议。
2002年，保守派政治评论员查尔斯·克劳萨默宣布，美国在世界上的文化、经济、技术和军事优势，已是既定事实。在他看来，人们“已经开始公开谈论‘帝国’这个词了”。2003年1月5日的《纽约时报杂志》更显著地在封面喊出了一个口号：“美帝国：习惯它”。在内文种，加拿大作家迈克尔·伊格纳季耶夫将美帝强国描述为“帝国精简版”（empire lite）。
据《新闻周刊》记者法里德·扎卡利亚称，华盛顿当局“对美国的霸权行为感到满意，将妥协视为通敌，将谈判视为绥靖”，并补充说：“这不是外交政策，而是帝国政策。”
艾米莉·艾金（Emily Eakin）反映了当时的思想潮流，在《纽约时报》上总结道：“美国不仅是超级大国或霸权，而且是罗马和英国式的成熟帝国。无论如何，这是美国一些最著名的评论家和学者的共识。”
美国的许多盟友也批评其外交政策中新的、单边的敏感基调，并通过投票来表达不满，例如2001年在联合国投票反对美国。

### 对虚伪的指控
美国因在多个政策上言行不一，或执行双重标准，而受到批评。美国声明支持和平和尊重国家主权，但又时常开展军事行动，例如入侵格林纳达，在哥伦比亚煽动内战以使巴拿马独立，发动伊拉克战争。美国提倡自由贸易，但又对木材和农产品等外国商品征收进口关税，保护本国产业。美国主张关注人权，但又拒绝批准《儿童权利公约》。美国公开声明反对酷刑，但又在美洲学校问题上纵容酷刑。美国主张尊重国家主权，但又支持他国的国内游击运动和准军事组织，例如尼加拉瓜的康特拉。美国支持科索沃的单方面独立，但又以领土完整为由，谴责其它国家的单方面独立，如阿布哈兹和克里米亚。美国表达了对玻利维亚和委内瑞拉等国毒品生产的担忧，但又未能贯彻削减某些双边援助计划的政策。美国谴责中国涉嫌侵犯人权的行为，但又支持以色列涉嫌侵犯人权的行为。
但也有一些维护美国的人辩解称，在采取花言巧语政策的同时言行不一，从现实政治的意义上来说是必要的，这有助于在面对暴政和极权主义的危险时确保取胜。
美国主张伊朗和朝鲜不应发展核武器，但美国是唯一在战争中使用过核武器的国家，且拥有5,113枚核弹头。然而，这种双重标准却被写进了《核不扩散条约》，而且伊朗还签署了该条约。

### 支持独裁与国家恐怖主义

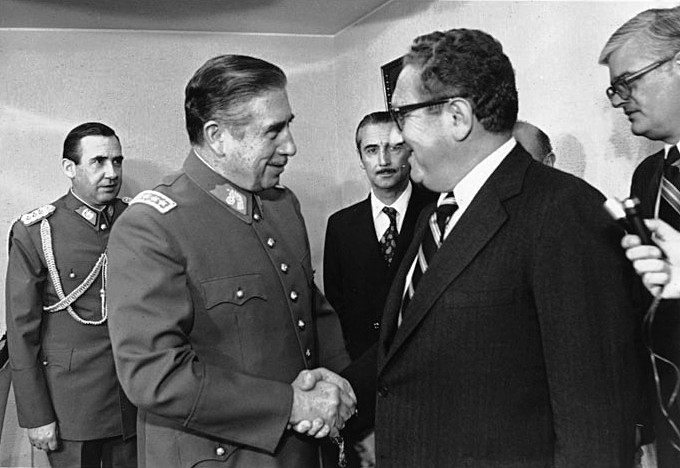
1976年，智利领导人奥古斯托·皮诺切特与亨利·基辛格握手。

美国以经济援助和军事装备支持独裁政权，并因此受到批评。这些独裁政权包括：巴基斯坦的佩尔韦兹·穆沙拉夫、伊朗的沙阿、乌干达的约韦里·穆塞韦尼、索马里的军阀、古巴的富尔亨西奥·巴蒂斯塔、菲律宾的费迪南德·马科斯、南越的吴廷琰、韩国的朴正熙、西班牙的弗朗西斯科·佛朗哥、葡萄牙的安东尼奥·德·奥利维拉·萨拉查和马尔塞洛·卡埃塔诺、埃塞俄比亚的梅莱斯·泽纳维、智利的奥古斯托·皮诺切特、巴拉圭的阿尔弗雷多·斯特罗斯纳、危地马拉的卡洛斯·卡斯蒂略·阿马斯和埃弗拉因·里奧斯·蒙特、阿根廷的豪尔赫·拉斐尔·魏地拉、印度尼西亚的苏哈托、希腊的乔治斯·帕帕佐普洛斯和乍得的侯賽因·哈布雷。
露丝·J·布莱克利（Ruth J Blakeley）和文森特·贝文斯认定，美国及其盟国在冷战期间，支持和怂恿了大规模的国家恐怖主义和大屠杀。:238－243其理由是遏制共产主义，但布莱克利说，这也是支持美国商业精英的利益，以及促进资本主义和新自由主义在南方国家扩张的一种手段。
长岛大学政治学教授J·帕特里斯·麦克雪莉表示：“在美国领导的反共运动中，有数十万拉美人被右翼军政权所折磨、绑架或杀害”，其中包括美国支持的兀鹰行动，以及在危地马拉内战期间美国对危地马拉军队的支持。根据拉丁美洲学家约翰·亨利·科茨沃斯的说法，1960至1990年间，单拉丁美洲的镇压受害者人数就远远超过了苏联及其东欧卫星国。马克·亚伦斯则断言，西方支持的独裁政权所犯下的暴行，与共产主义世界不相上下。
某些专家断言，美国直接促成和鼓励了1960年代中期印尼数十万疑为共产主义者的大屠杀。美国国家安全档案馆印度尼西亚/东帝汶文献项目主任布拉德利·辛普森（Bradley Simpson）说：“华盛顿竭尽全力鼓励和协助由军队领导的、对印尼共产党成员的屠杀，美国官员只担心对该党手无寸铁支持者的屠杀可能还不够，让苏加诺重新掌权，并挫败[约翰逊]政府为后苏加诺时代的印尼制定的新计划。”根据辛普森的说法，印尼的恐怖事件是“准新自由主义政策的基本组成部分，这一政策是西方在后续几年试图强加给印尼的”。历史学家约翰·鲁萨（John Roosa）在评论2017年美国驻雅加达大使馆发布的文件时表示，他们证实“美国在该行动中起了重要作用，与印尼军队制定战略并鼓励他们追捕印尼共。”UCLA的历史学家杰弗里·B·罗宾逊（Geoffrey B. Robinson）认为，如果没有美国和其它西方列强的支持，印度尼西亚军队的大屠杀计划就不会实施。文森特·贝文斯写道，美国在冷战期间支持了南方国家的反共大屠杀运动，而印尼的大屠杀则是这一系列运动的顶峰。

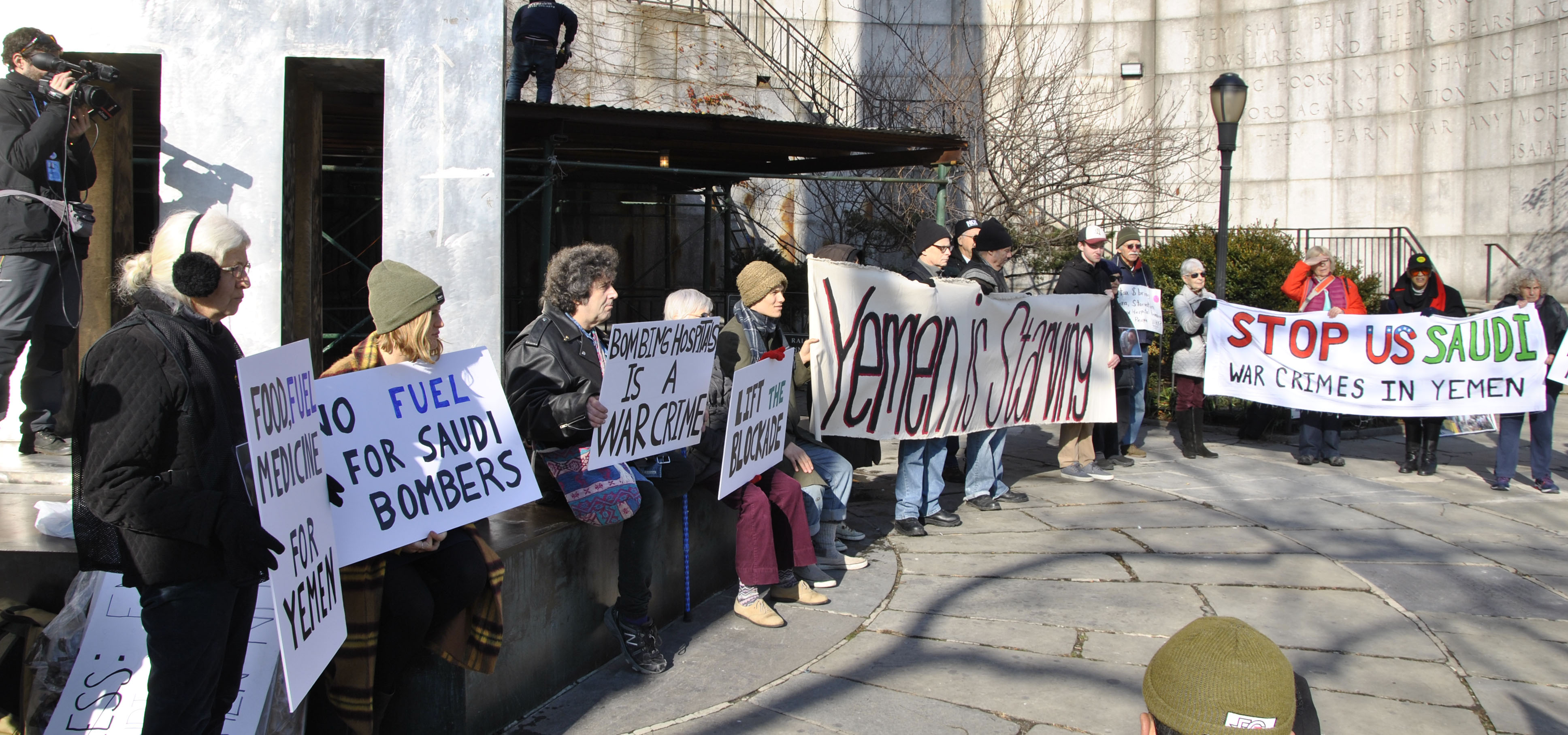
抗议美国参与对也门的军事干预，纽约市，2017年

据记者格伦·格林沃尔德称，美国在全球支持残暴甚至种族灭绝的独裁统治的战略理由，自二战结束以来始终是一致的：“在一个反美情绪盛行的世界里，民选领导人往往会妨碍美国利益，而不是为美国利益服务……这些都没有什么争议，甚至就是毫无争议的。美国基本上就是公开支持暴君，美国最主流和最有影响力的政策专家和媒体，几十年来一直对此给予明确辩护和肯定。”
因支持沙特武装干涉也门，美国被指控为战争罪共犯，这引发了人道主义灾难，包括霍乱爆发，以及数百万人面临饥饿。

### 制裁
美国对世界各国大量的单边制裁，遭到了不同评论家的批评。自1998年以来，美国已经对20多个国家实施了经济制裁。
根据丹尼尔·T·格里斯沃尔德的说法，这些制裁并未能改变受制裁国家的行为；但它们却阻止了美国公司获得盈利机会，而且伤害的是受制裁国家中最穷的人。根据罗伊·阿卜杜拉的说法，二级制裁经常会分化美国和欧洲，因为这反映了美国对欧盟事务和利益的干涉。:118阿卜杜拉认为，自从特朗普成为美国总统以来，制裁不仅表达了华盛顿的好恶以及突发奇想，而且被美国视为激怒欧盟等历史盟友的经济战工具。:133

### 干涉内政
美国因操纵他国内政而受到批评，被干预的国家包括乌克兰、危地马拉、智利、古巴、哥伦比亚，以及包括乌干达在内的非洲各国。
一项研究表明，最频繁干预外国选举的国家就是美国，从1946到2000年间共进行了81次干预。

### 促进民主
一些批评者认为，美国倡导民主的政策可能无效，甚至适得其反。兹比格涅夫·布热津斯基称，“哈马斯上台就是对民主化施压过度的很好的例子”，并认为，乔治·沃克·布什试图利用民主作为打击恐怖主义的工具，是冒进且危险的。
卡内基国际和平基金会分析师杰西卡·马修斯也同意，“从头开始”强制推行民主是不明智的，也不会奏效。乔治·凯南等现实主义批评家认为，美国的责任应当只是保护自己的公民，华盛顿应该仅在此基础上与其它政府打交道；他们批评伍德罗·威尔逊总统重点强调民主化和民族建构，尽管威尔逊的十四点中并没有提到；以及国际联盟在1930年代未能执行有关纳粹德国、法西斯意大利和大日本帝国的国际意愿。现实主义批评家们抨击威尔逊的唯心主义不适合在巴黎和会上建立的弱国。然而，其他人则批评美国参议院不加入国际联盟的决定，是基于孤立主义的公众情绪，这是导致该组织失效的原因之一。

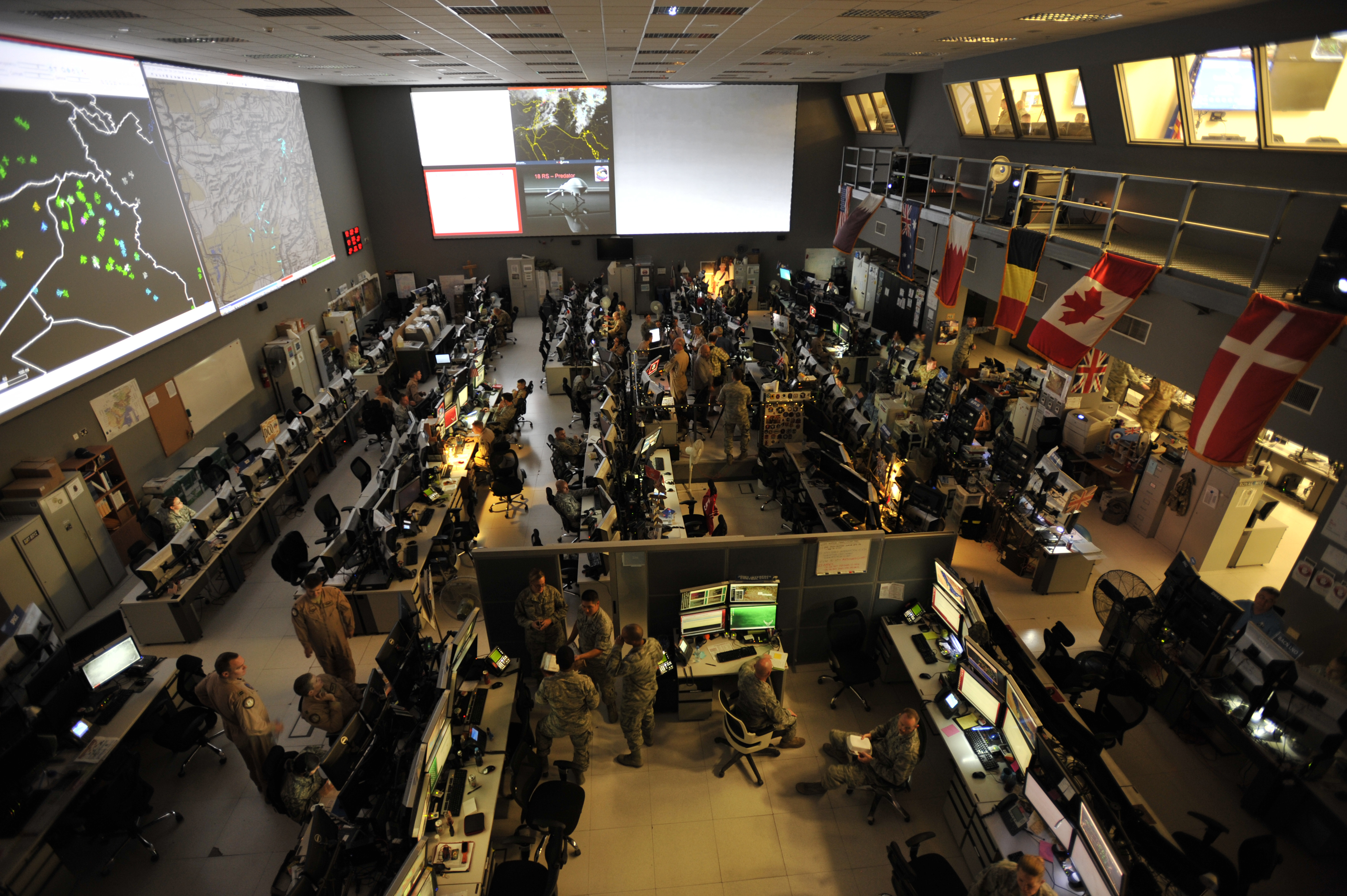
卡塔尔乌代德空军基地联合空天作战中心

据《赫芬顿邮报》报道：“现在大约有80个国家拥有美国基地，其中45个国家和地区几乎或者根本没有民主统治，占一半以上。……政治学家肯特·E·考尔德的研究证实了所谓的‘独裁假设’：美国在其部署基地设施的国家内，倾向于支持独裁者（和其它非民主政权）。”

### 人权问题
乔治·沃克·布什总统仅仅专注于打击恐怖主义，而忽视民主和人权，并因此受到批评。美国涉嫌在关塔那摩湾、伊拉克阿布格莱布和东欧的中情局秘密监狱虐待囚犯，受到了国际特赦组织的批评。美国政府回应称，虐待事件是孤立事件，这并不能代表美国的政策。

### 军国主义

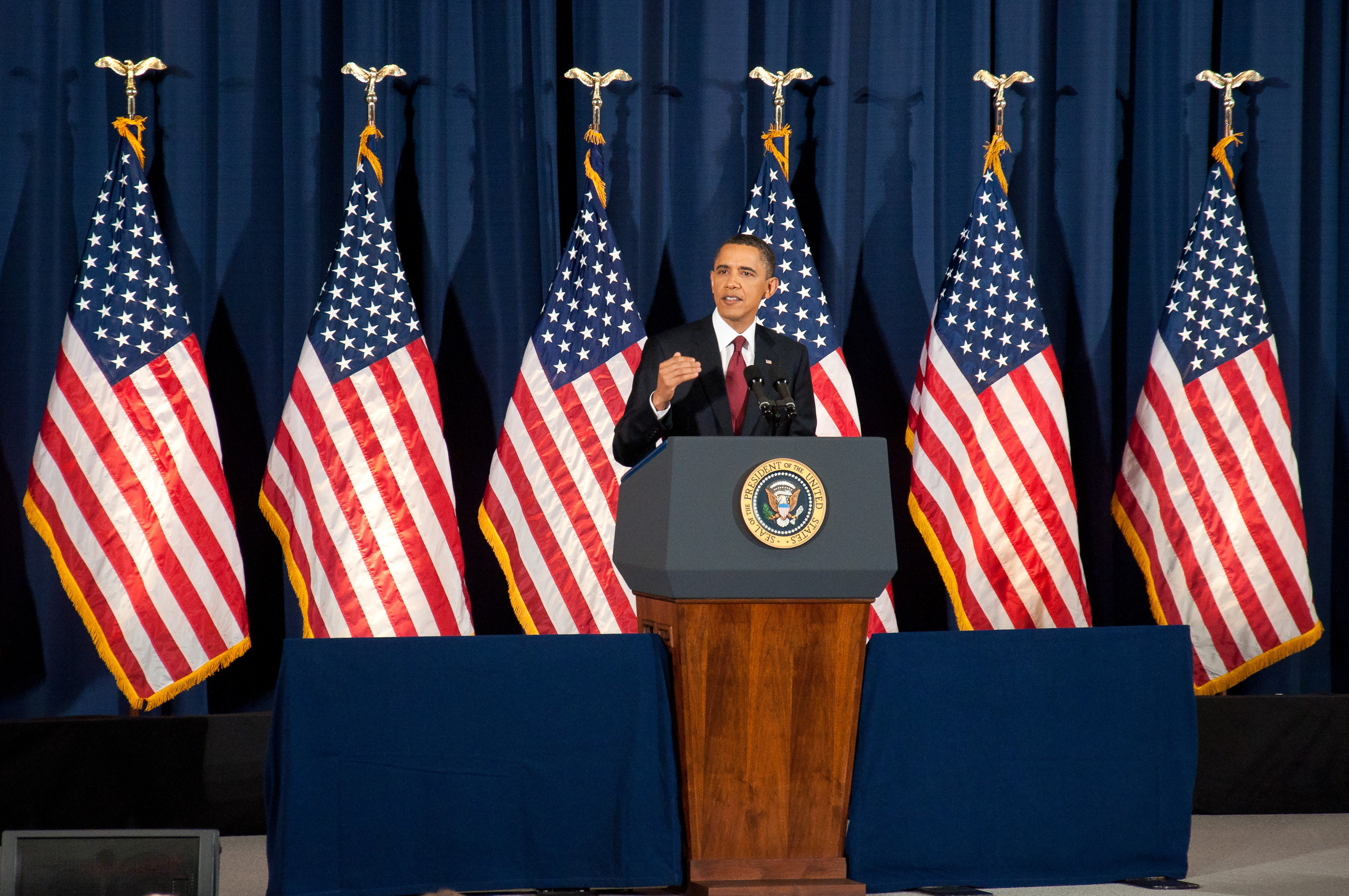
2011年3月，贝拉克·奥巴马总统在美国国防大学就利比亚军事干预发表讲话

在1960年代，马丁·路德·金批评美国在军事项目上支出过度，并建议将其外交政策与美国种族主义联系起来。1971年，《时代杂志》的一位杂文作家注意到，美国在全球拥有375个主要军事设施，还有3,000个较小的，并得出结论说：“毫无疑问，美国今天有太多的军队分散在太多的地方。”
反恐战争开支巨大。伊拉克战争从2003年持续到2011年，代价特别巨大。在2010年的国防报告中，安东尼·科德斯曼批评了军费开支的失控。从2001年开始到2019财年末，在阿富汗、伊拉克、叙利亚和巴基斯坦的战争，耗费了美国纳税人6.4万亿美元。
安德魯·巴塞維奇认为，美国倾向于诉诸军事手段，以试图解决外交问题。美国卷入了越南战争，该军事行动花费了1,110亿美元，且长达十年。美国虽然在军事上取得了胜利，但由于失去了公众对战争的支持，以战略失败而告终。

### 违反国际法
美国并不总是遵守国际法。例如，一些批评者断言，美国率领入侵伊拉克，并不是对迫在眉睫的威胁所作的适当回应，而是违反国际法的侵略行为。例如，纽伦堡纳粹战争罪首席检察官本杰明·费伦茨说，乔治·W·布什应该与萨达姆·侯赛因一起，因发动侵略战争而受到战争罪审判——萨达姆是因为1990年入侵科威特，而布什是因为2003年入侵伊拉克。
批评人士指出，美国已经批准了《联合国宪章》，其中禁止会员国对其它会员国使用武力，除非是为抵御迫在眉睫的攻击，或是依据安理会的明确授权。一位国际法教授宣称，联合国安理会没有授权，因此这场入侵是“危害和平的罪行”。然而，美国的维护者辩称，根据《联合国安全理事会第1441号决议》，存在这样的授权。美国还支持科索沃独立，但《联合国安理会第1244号决议》已严格规定科索沃不能独立，并将其称为塞尔维亚一省。然而，国际法院裁定宣布独立是合法的，因为安理会决议没有具体说明科索沃的最终地位。美国积极支持和施压其它国家承认科索沃独立。

### 操纵美国外交政策
一些政治学家认为，将经济相互依存作为外交政策的目标，可能会使美国受到操纵。其结果可能是，美国的贸易伙伴获得了影响美国外交政策决策过程的能力，例如，操纵货币汇率，或限制货物和原材料的流动。此外，美国的外债目前有超过40%由海外大机构投资者持有，他们不断积累美国国库证券。《华盛顿邮报》一名记者写道，“几位不那么民主的非洲领导人巧妙地打出了反恐牌，与美国发展关系，以帮助他们继续掌权”，并实际上暗示，外国独裁者因此可以操纵美国的外交政策，以维护自己的利益。外国政府也有可能通过政治行动委员会输送资金，以在美国国会收买影响力。

### 承诺的对外援助
一些批评者指责，因为美国的国内生产总值水平很高，所以美国政府的援助应该比现在更高。他们称，其它国家的人均捐款更多，包括政府捐款和慈善捐款。根据一项将慈善捐赠占GDP百分比进行排名的指数，美国在22个经济合作与发展组织国家中排名21，海外援助仅占GDP的0.17%；作为比较，瑞典的捐赠占其GDP的1.03%，尽管统计口径有所不同。在墨西哥举行的全球会议上，美国承诺将这一比例提高到0.7%。根据一项估计，从2005到2006年，美国的海外援助下降了16%。
不过，由于美国向非营利组织提供税收减免，这实际上补贴了国外救济工作，尽管其它国家也补贴国外慈善活动。大多数外国援助（79%）并非来自政府，而是来自私人基金会、公司、志愿组织、大学、宗教组织和个人。根据全球慈善指数，美国的捐助在绝对数量上是最多的。
环境政策
美国因未能支持1997年的《京都议定书》而受到批评。

### 大屠杀
美国对大屠杀的反应遭到了尖锐的批评：它没有承认犹太人在二战开始时从欧洲逃离迫害，而且也没有采取足够果断的行动来阻止大屠杀。当时的总统富兰克林·罗斯福对希特勒政权及其反犹太政策了如指掌，但美国国务院的政策使犹太难民很难获得入境签证。罗斯福同样没有就《瓦格纳-罗杰斯法案》采取行动，否则可以拯救20,000名犹太难民儿童。当时，圣路易斯号客轮上的936名犹太难民的政治避难申请被拒绝了，并被禁止进入美国，因为国会通过的法律过于严苛。
当时，美国媒体并不经常全面或突出地宣传报道纳粹的暴行。到1942年，报纸开始报道大屠杀的细节后，文章也是极短，而且被淹没在报纸中。美国政府对这些报道，要么否认，要么不予认可。当确实得到无可辩驳的证据，证明这些报道是真实的（还有1943年比克瑙集中营的万人坑和屠杀，以及受害者进入毒气室的照片），美国官员却压制了这些信息，并将其列为机密。这些欧洲犹太人的生命，本是有可能被挽救的。

### 盟友的疏离
有证据表明，美国的许多盟友已经被单方面的做法所疏远了。盟国在联合国投票中，表达了对美国政策的不满。

### 无效的公关
一份报告表明，新闻来源半岛电视台，常规性地将美国描绘成整个中东地区的罪恶。其它批评者也指责美国公共关系的做法。安东尼·科德斯曼表示，由于政策失误和公共关系单调，美国在中东的形象存在严重问题。
分析家杰西卡·马修斯写道，在阿拉伯世界的大部分人看来，美国在伊拉克开战就是为了石油，不管该动机是否准确。在2007年BBC新闻进行的一项民意调查中，问到哪些国家被视为“对世界产生负面影响”。调查发现，伊朗、美国和朝鲜被认为负面影响最大，而加拿大、日本和欧盟国家被认为正面影响最大。一些联合国官员指责美国，纵容以色列对巴勒斯坦人的行动。另一方面，也有人指责美国过于支持巴勒斯坦人。

### 无效的战争
据估计，伊拉克战争以及所谓的反恐战争，耗资5,510亿美元，相当于2009年的5,970亿美元。波士顿大学教授安德魯·巴塞維奇批评美国肆意挥霍及浪费财富。
有人批评美国的战争失败。在1812年战争中，尽管经过多次尝试，美国仍无法征服英属北美（现加拿大）。

### 打击恐怖主义的战略无效
评论家科德斯曼批评美国打击恐怖主义的战略，称其并不重视让伊斯兰共和国自己打击恐怖主义。有时游客也会被误认为“恐怖分子”。
马修斯表示，核恐怖主义的风险仍然没有得到预防。1999年科索沃战争期间，美国支持科索沃解放军，但在几年前它已被美国认定为恐怖组织。就在1999年北约轰炸南斯拉夫之前，美国刚刚将科索沃解放军从国际公认的恐怖组织名单中删除，以表明他们对科索沃解放军的援助和帮助是正义的。

### 国会在外交政策中失去作用
批评家罗伯特·麦克马洪认为，美国国会被排除在外交政策决策之外了，并认为这是有害的。其它作者也建议，国会应当有更多的参与。来自弗吉尼亚的前民主党参议员、里根政府的前美国海军部长吉姆·韦伯认为，国会在制定美国外交政策中的作用越来越小。九一一事件更促成了这一变化，即“权力迅速转移到总统身上，因为在一个受到创伤的国家，普遍认为有必要采取迅速、果断的行动，因此集中决策的呼声高涨。如果有人质疑这种转变，会被认为在政治上是危险的，甚至是不爱国的，会被指控在战时妨碍国家安全。”韦伯认为从那时起，国会在美国外交政策的制定和执行方面，已经变得无关紧要。他引用了《美国-伊拉克军队地位协定》（SFA）、《美国-阿富汗战略伙伴关系协定》和2011年多国武装干涉利比亚作为例子，来说明立法日益变得无关紧要。
关于SFA，“国会没有得到任何有意义的咨询。文件一经定稿，国会没有机会辩论该协定的优缺点，该协定是专门为塑造我们在伊拉克的长期关系结构而设计的。”“国会没有就该协定进行辩论或投票，该协定将美国的政策指向了一个在世界不稳定地区的不稳定政权。”相比之下，伊拉克国民议会对该法案还进行了两次投票。《美国-阿富汗战略伙伴关系协定》被奥巴马政府描述为具有“法律约束力的执行协定”，概述了美国-阿富汗关系的未来，并将阿富汗指定为主要非北约盟友。韦伯认为：“很难理解，任何国际协定，仅由我们政府的行政部门谈判、签署和起草，在我们的宪法体系中，怎么能够被解释为具有法律约束力。”最后韦伯认定，美国干预利比亚，是一个令人不安的历史先例。“在利比亚发生的问题，不仅仅是总统是否应该要求国会宣战。也不完全是关于奥巴马是否违反了《战争权力决议》的法令，在本文作者看来，他显然违反了。仍有待解决的问题是，这样的战争需要美国人冒着生命危险，并且花费纳税人数十亿美元的钱，总统是否可以独自认为国家利益至关重要到值得花费如此代价的程度，并将其定义为能够满足这种苛刻的标准，从而单方面开始并继续进行军事行动。”当军事行动持续数月时，贝拉克·奥巴马总统没有寻求国会的批准，而继续军事行动。

### 缺乏远见
由于选举周期过短，无法专注于长期目标，所以美国总统会倾向于采取能够安抚公民的行动，并且原则上会避免复杂的国际问题和艰难的抉择。因此，兹比格涅夫·布热津斯基批评克林顿总统任期内的外交政策缺乏“纪律性和激情”，使美国经历了“八年漂泊”。相比之下，批评后一届布什总统任期，作出了许多损害美国在世界上国际地位的冲动决定。美国参谋长联席会议前行动主任格雷戈里·S·纽博尔德中将评论道：“政治阶层对美国在外交政策问题上的义务普遍天真，而对美国诉诸军事力量所能达到的效果，其想法简单得令人恐惧。”

### 对傲慢的指控
一些评论家认为美国变得傲慢自大，尤其是在二战胜利之后。安德魯·巴塞維奇等批评者呼吁美国制定“基于谦逊和现实主义”的外交政策。兹比格涅夫·布热津斯基等外交政策专家建议，采取一种自我克制而非用尽各种优势的政策，并听取其它国家的意见。有报告称，一名政府官员认为，美国在伊拉克的政策“傲慢且愚蠢”。

### 问题不断恶化
批评者指出，对某些国家或地区的外交政策，有一系列问题持续至今。这些地区包括南美洲、包括厄瓜多尔、玻利维亚、乌拉圭和巴西。洪都拉斯等中美洲国家也存在困难。伊拉克的麻烦持续不断。伊朗还存在核扩散问题。在阿富汗，美国长达20年的战争以失败告终，该国重新落入塔利班之手。尽管与印度的关系正在改善，但中东总体上继续恶化。对俄政策仍不确定。中国也成为挑战。其它地区也存在困难。此外，还存在不限于特定地区，而是与新技术有关的问题。信息空间是一个不断变化的、受到外交政策影响的技术领域。